# Zevio
Zevio é uma comuna italiana da região do Vêneto, província de Verona, com cerca de 12.033 habitantes. Estende-se por uma área de 55,02 km², tendo uma densidade populacional de 219 hab/km². Faz fronteira com Belfiore, Caldiero, Oppeano, Palù, Ronco all'Adige, San Giovanni Lupatoto, San Martino Buon Albergo.

## Demografia
| Variação demográfica do município entre 1861 e 2011                               |
|                                                                                   |
| Fonte: Istituto Nazionale di Statistica (ISTAT) - Elaboração gráfica da Wikipedia |